# Бок (Западна Померанија)
Бок (њем. Boock) општина је у њемачкој савезној држави Мекленбург-Западна Померанија. Једно је од 54 општинска средишта округа Икер-Рандов. Према процјени из 2010. у општини је живјело 609 становника. Посједује регионалну шифру (AGS) 13062009.

## Географски и демографски подаци
Бок се налази у савезној држави Мекленбург-Западна Померанија у округу Икер-Рандов. Општина се налази на надморској висини од 20 метара. Површина општине износи 12,9 km². У самом мјесту је, према процјени из 2010. године, живјело 609 становника. Просјечна густина становништва износи 47 становника/km².